# За бортом (фільм)
«За бортом» (англ. Overboard; «Людина за бортом» в перекладі Олексія Михальова) — американський кінофільм за участі Голді Гоун і Курта Расселла, який вийшов у США влітку 1987 року. Фільм зняв режисер Гаррі Маршалл.

## Сюжет
Джоанна Стейтон — владна, зарозуміла, незговірлива і самовпевнена мільярдерка, власниця шикарної яхти. Коли їх судно зупиняється для ремонту в невеликому містечку, сварлива і навіжена багачка наймає теслю Діна Проффітта, щоб той зробив їй нову шафку для взуття. Але замість плати за роботу Дін отримує від воріт поворот — адже Джоанна завжди всім не задоволена. Вночі, шукаючи на палубі яхти обручку, Джоанна падає за борт і повністю втрачає пам'ять. Дін, дізнавшись про це, здійснює план помсти: він забирає Джоану до себе, перейменовує її в Ені й оголошує своєю дружиною і матір'ю своїх чотирьох неслухняних синів.

## У ролях
| Актор           | Роль                      |
| --------------- | ------------------------- |
| Голді Гоун      | Джоанна Стейтон           |
| Курт Расселл    | Дін Проффітт              |
| Едвард Геррманн | Грант Стейтон III         |
| Кетрін Гелмонд  | Едіт Мінтз                |
| Майкл Гагерті   | Біллі Претт               |
| Родді Макдауелл | Ендрю                     |
| Джейрд Раштон   | Чарлі                     |
| Джеффрі Вайсмен | Джоей                     |
| Брайан Пріс     | Тревіс                    |
| Джеймі Вілд     | Грег                      |
| Свен-Оле Торсен | Олаф                      |
| Ваятт Расселл   | дитина на полі для гольфу |

## Цікаві факти

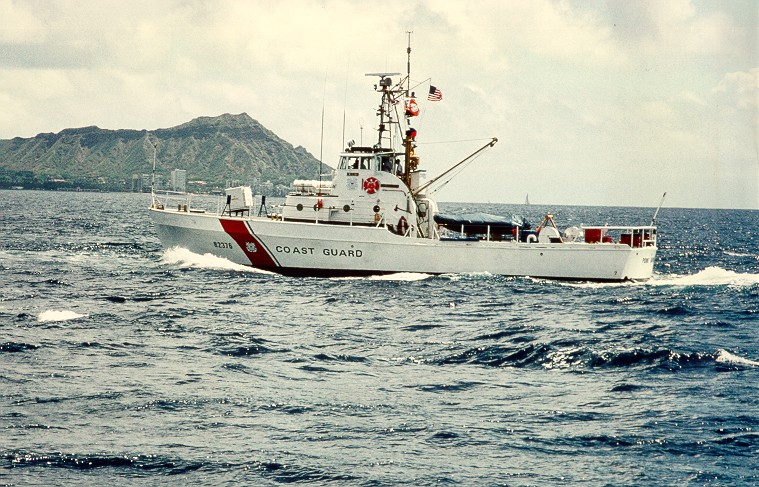
Point Evans, корабель берегової охорони

- На момент знімання фільму, Голді Гоун і Курт Расселл вже були одружені й навіть разом ростили доньку Голді, Кейт Гадсон.
- Актор, який грає слугу Ендрю, є виконавчим продюсером цього фільму.
- Голді Гоун (Джоанна Стейтон) та Курт Расселл живуть разом з 1983 року.
- Катер Point Evans, на якому Дін з синами пливуть за «мамою», на момент знімання фільму був чинним кораблем берегової охорони США. Був прийнятий на озброєння 1967 року, а 1999 року виведений зі складу частин берегової охорони й переданий Філіппінам, де служить досі.
- Дін збрехав Енні, що вона раніше служила в морській піхоті, де вона вивчила французьку. Голді Гоун грала головну роль у фільмі «Рядовий Бенджамін», знятому 1980 року (за 7 років до «За Бортом»), в якому вона приймає рішення про службу в армії й пізніше трохи вчить французьку.

## Знімальна група
- Режисер — Гаррі Маршалл
- Сценарист — Леслі Діксон
- Продюсер — Олександра Роз, Антея Сілберт
- Композитор — Алан Сільвестрі